# GlChess
glChess est un programme d'échecs 2D/3D pour Unix qui permet de combiner des joueurs humains ou ordinateurs.
Par défaut, glChess utilise le moteur GNU Chess pour les joueurs ordinateurs.
glChess est écrit en Python.